# Dolmen de la Folatière
Le dolmen de la Folatière  est un dolmen situé sur la commune de Luxé, dans le département de la Charente, en France.

## Historique
Le dolmen est anciennement connu. Il est très brièvement étudié par Auguste-François Lièvre à la fin du XIXe siècle. Étienne Patte fouille l'édifice en 1958 alors que le propriétaire du site avait commencé à le démolir. Une seconde fouille est menée sur le site en 2012.
Le dolmen a été classé monument historique le 1er octobre 1957.

## Description
Le dolmen et le tumulus de la Folatière, distant d'une centaine de mètres au sud-ouest, ont tous deux été édifiés sur une petite hauteur dominant une boucle de la Charente.
Le compte rendu de fouille de Patte est assez confus. L'architecture du monument est imprécise bien que l'on s'accorde généralement à le classer parmi les dolmens de type angoumoisin. La table de couverture, désormais disparue, mesurait 3,60 m de longueur sur 1,60 m de largeur pour 0,90 m d'épaisseur. Selon Lièvre, elle recouvrait douze orthostates qui ont été soigneusement égalisés et aplanis par piquetage.

## Mobilier funéraire
Deux couches d'ossements ont été reconnues mais elles pourraient résulter des bouleversements subis par l'édifice. Les ossements découverts étaient brisés, sans connexion anatomique, toutefois deux boîtes crâniennes masculines ont pu être reconstituées. D'après l'étude des dents retrouvées, entre quatre et onze enfants auraient pu être inhumés.
Le matériel lithique comprend une armature de flèche losangique attribuée au Néolithique final, d'un type rare dans la région, et six armatures à tranchant transversal, un beau grattoir et deux petits éclats d'une hache polie en silex blanc. Deux coupes à socle, fragmentées ont été découvertes (l'une est décorée d'un motif en damier, l'autre de triangles) que Patte attribue au Chasséen. Selon Joussaume, les coupes à socle et les armatures à tranchant transversal sont caractéristiques du Néolithique moyen.
De nombreuses perles rondes, principalement en calcaire et une en callaïs et un petit outillage en os (ciseaux) ont aussi été retrouvés.